# Dicranomyia (Dicranomyia) maligna
Dicranomyia (Dicranomyia) maligna is een tweevleugelige uit de familie steltmuggen (Limoniidae). De soort komt voor in het Neotropisch gebied.